# Passatge de n'Eixalà
El Passatge de n'Eixalà o Cal Fontdeví és una element arquitectònic històric que podem trobar dins del nucli antic de la vila de Cardona.

## Localització
La podem trobar emplaçada en el tram central del Carrer Major, en l'àrea de confluència d'aquest vial públic amb els carrers travessers del Pujolet (antic carrer de na Morrala) i de la Pujada del Convent (antic carrer de la Serra), en l'espai delimitat pel mateix carrer i el carrer de les Flors (a la part inferior), essent un dels ravals de creixement del nucli primigeni de la vila de Cardona en el decurs dels segles XIII-XIV.

## Història
L'immoble fou residència de les famílies Olzina, Font, Thomasa i en darrer terme de la família Eixalà-Maerschalk. Josep d'Eixalà fou el cap d'una nissaga de Doctors en lleis i advocats, establerta en la vila en el decurs de la segona meitat del segle xviii, com a procuradors del duc de Cardona. Així, ens consta que el viatger i cronista Francisco de Zamora va estar allotjat en la casa de Baltasar d'Eixalà, procurador jurisdiccional del ducat de Cardona, en un dels seus viatges per terres catalanes entre els anys 1782-1790. Segons el cronista Joan Riba, l'any 1864, es van obrir dues bones botigues en els baixos de la casa d'Eixalà (una de N. Espinal i l'altre del sastre Fondeví). En els anys posteriors, la casa dels Eixalà passà a mans del sastre Serra, àlies Fontdeví, que hi realitzà als anys 1950 una reforma que li dona l'actual tipologia neogòtica.

## Elements arquitectònics
L'habitatge forma un dels típics passatges o voltes del centre històric de la vila de Cardona a conseqüència, en aquest cas, de l'ocupació aèria del vial públic.